# Nochten
Nochten, obersorbisch Wochozyⓘ, ist der nördlichste und flächengrößte Ortsteil der ostsächsischen Gemeinde Boxberg/O.L. im Landkreis Görlitz. Das im sorbischen Siedlungsgebiet liegende Kirchdorf Nochten bezeichnet der Weißwasseraner Rektor Robert Pohl in seinem 1924 erschienenen Heimatbuch des Kreises Rothenburg O.-L. als „ein echtes Heidekind“.

## Geographie
Das Straßenangerdorf Nochten liegt im Lausitzer Braunkohlerevier und ist umgeben vom Tagebau Nochten im Norden und Westen sowie dem Kraftwerk Boxberg im Südwesten. Nordöstlich der Ortslage befindet sich auf einem renaturierten Teil des Tagebaus der Lausitzer Findlingspark Nochten.
Während ursprünglich die Straße von Bautzen über Uhyst und Boxberg durch Nochten ins neun Kilometer entfernte Weißwasser und weiter nach Muskau führte, ist sie durch die Tagebaue Nochten und Bärwalde inzwischen derart verlegt worden, dass sie als Bundesstraße 156 etwa einen Kilometer südlich von Nochten in West-Ost-Richtung verläuft und jeweils erst in einigen Kilometern Entfernung wieder eine Nord-Süd-Richtung einschlägt.

## Geschichte

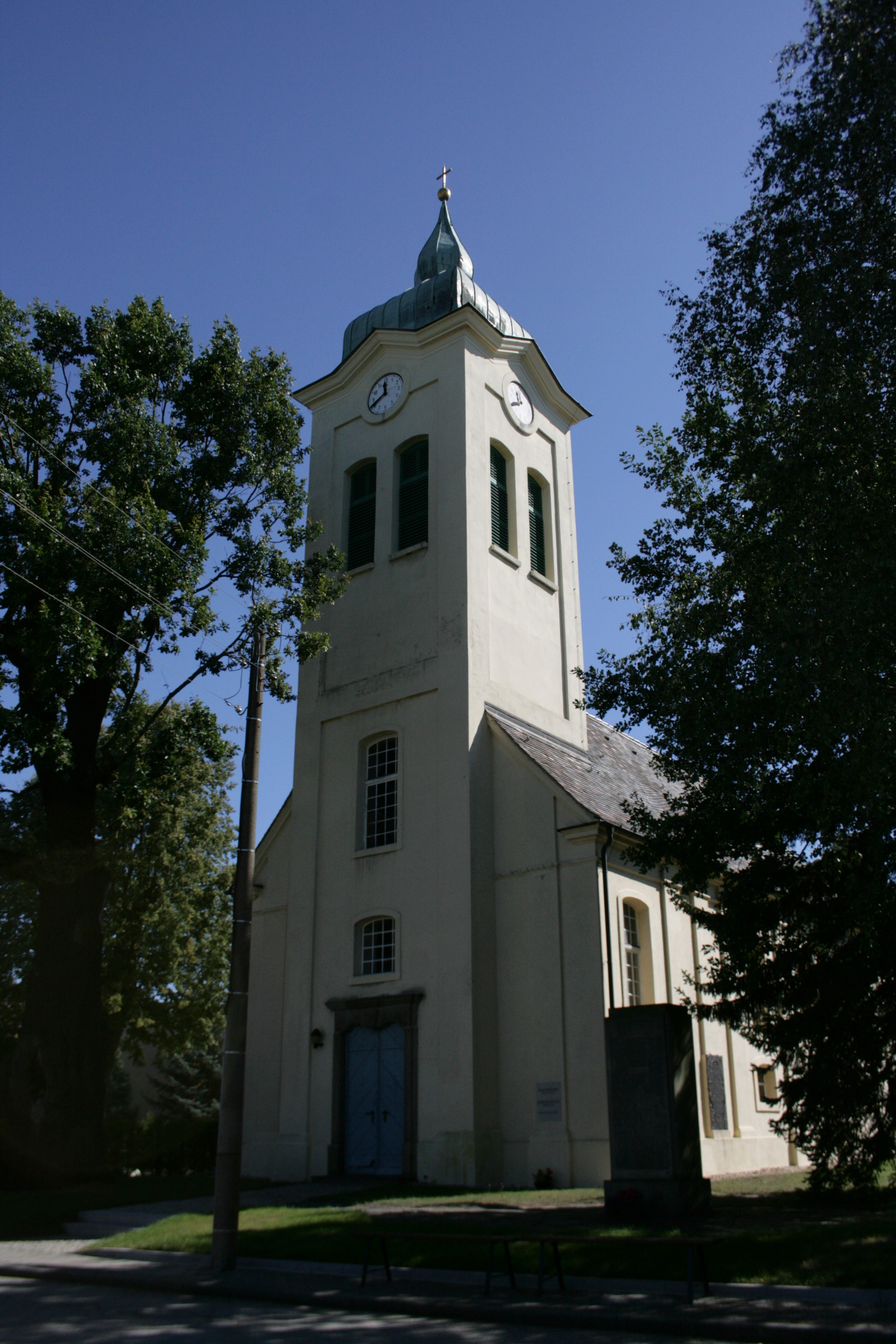
Barocke Nochtener Kirche aus dem Jahr 1748

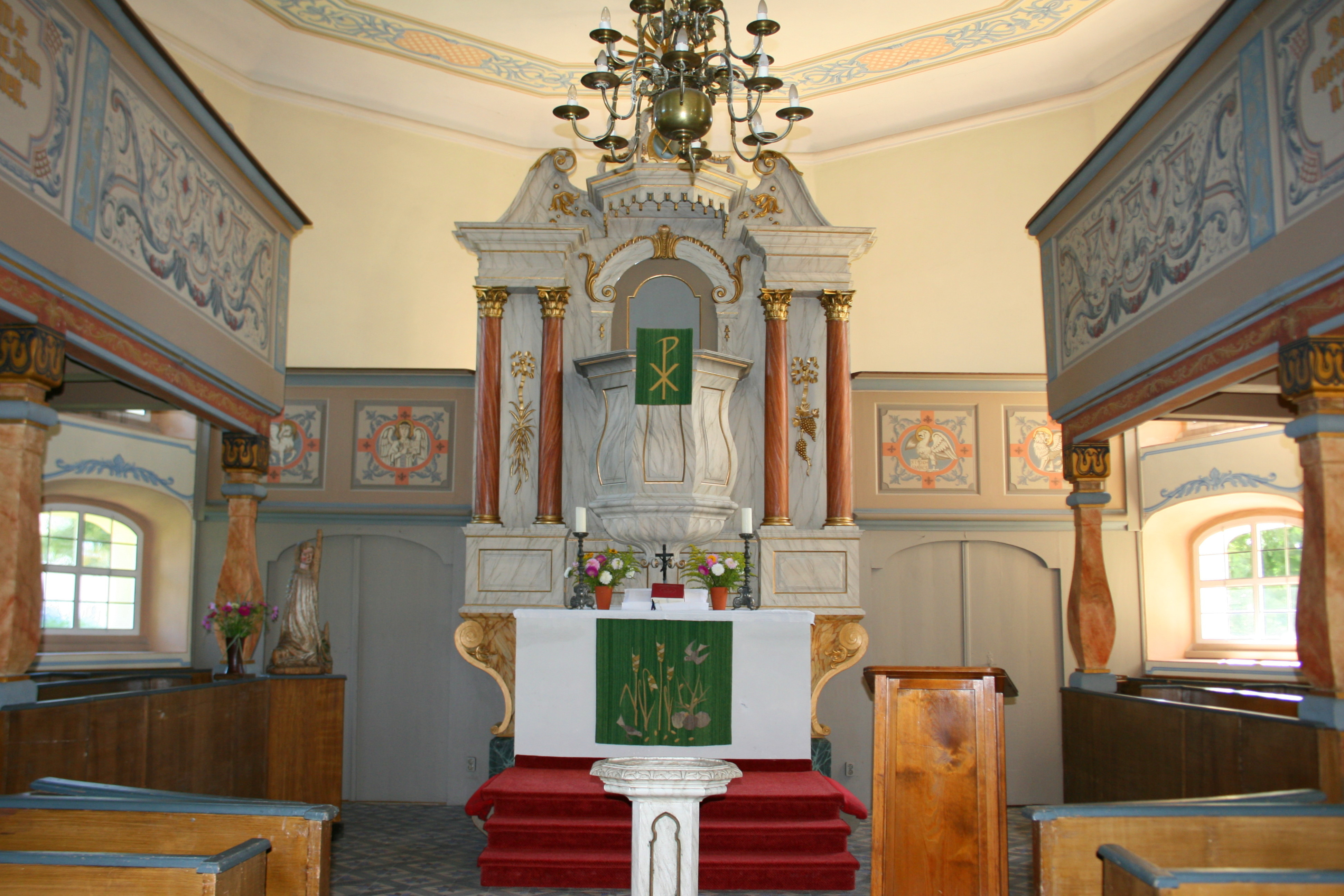
Blick zum Altar

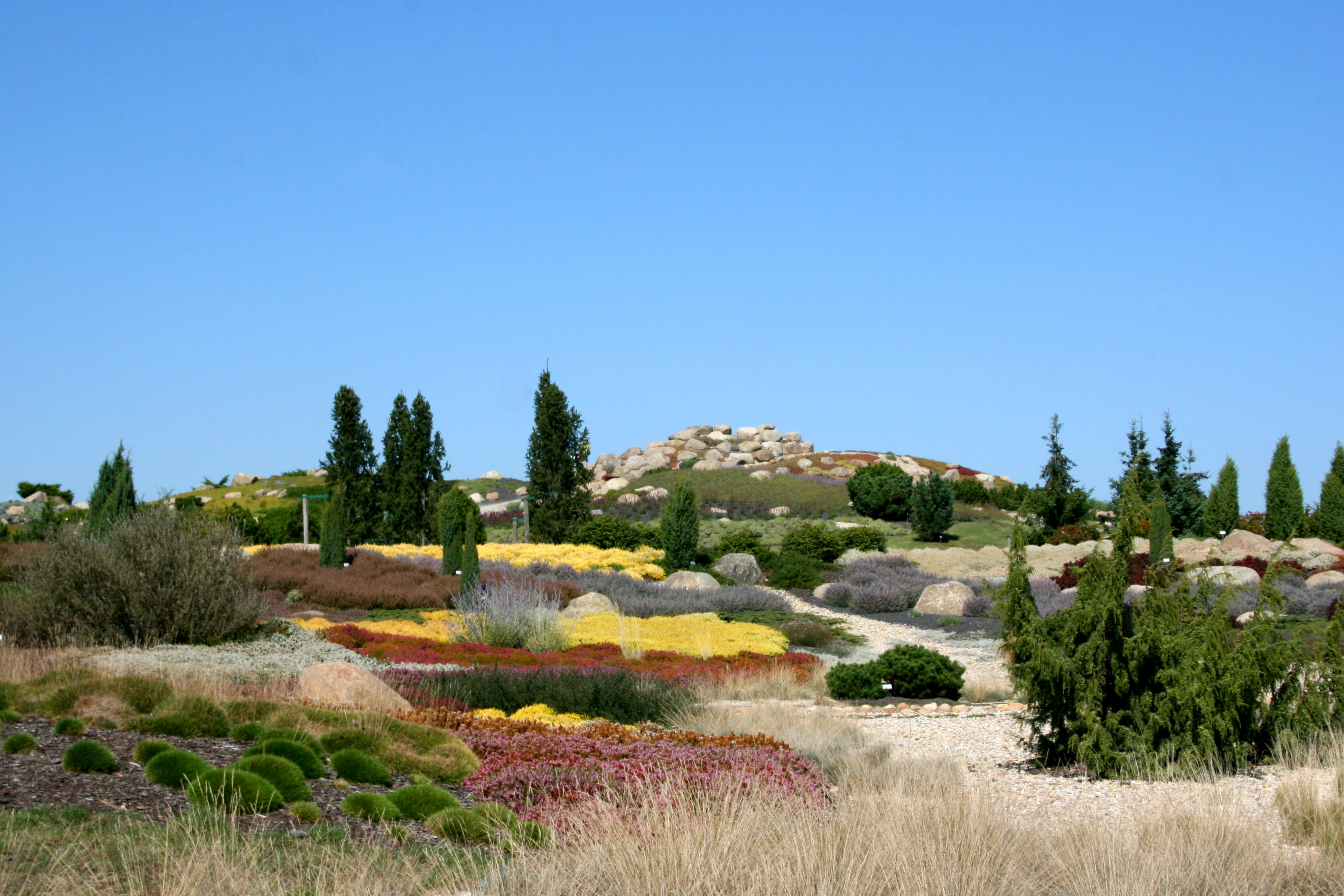
Lausitzer Findlingspark in Nochten

### Ortsgeschichte
Nochten wird unter einer frühen Form seines sorbischen Namens als Ochoze um 1400 urkundlich erwähnt. Der deutsche Name taucht 1433 im Zusammenhang einer Schilderung eines Zuges von Raubrittern von Nördböhmen nach Liegnitz auf („dy von dem Nocheten“). Spätestens seit 1454 gehört Nochten, dessen Kirche zu jener Zeit eine Filialkirche von Gablenz ist, zur Herrschaft Muskau.
Im Jahr 1588 wird die Kirche zu Tzschelln, zu dieser Zeit eine Filialkirche von Schleife, mit der Nochtener Kirche verbunden, wobei die Hauptkirche in Tzschelln steht. Das Urbarium der Herrschaft Muskau führt 1590 jedoch noch auf, dass das Nochtener Kirchlehn als Filiale zu Gablenz gehört. Wahrscheinlich durch den Bau einer neuen Pfarrwohnung in Nochten, der auch der Pfarracker und die Pfarrheide zugewiesen werden, ist seit 1627 die Nochtener Kirche Hauptkirche der Parochie. Als im Jahr 1632 die Boxberger ihre Pesttoten in Nochten bestatten möchten, wird ihnen das verwehrt. Nachdem sie in Klitten einen Friedhof zugewiesen bekommen, scheidet Boxberg aus der Parochie Nochten aus und ist fortan nach Klitten gepfarrt.
Im Dreißigjährigen Krieg (1618–1648) brennen schwedische Truppen 1641 einen Teil des Dorfes nieder, darunter ist auch das Pfarrhaus, und führen viel Vieh weg. Nach diesem für die Lausitz verheerenden Krieg lässt der neue Herr auf Muskau, Kurt Reinicke von Callenberg, umfangreiche Reparaturen innerhalb der Herrschaft durchführen, wodurch Nochten auch ein neues Pfarrhaus erhält. Zum Pfarrhaus gehört eine noch zu restaurierende kulturhistorisch wertvolle Schrotholzscheune.
Noch im 18. Jahrhundert sind Wölfe in der Nochtener Gegend keine Seltenheit. Großen Unmut zieht 1727 ein Tier auf sich, das wiederholt das Vieh angreift. Es soll im Dorf gar einen Galgen gegeben haben, an dem gefangene oder zur Strecke gebrachte Wölfe traditionell aufgehängt wurden.
Im Jahr 1740 brennt das gesamte Dorf ab, in der Chronik der seit 1712 nachweisbaren Schule heißt es dazu:

„Es war am 19. Juni 1740 alles ruhig, als plötzlich sich ein Geschrei im Dorfe hören ließ, bei dem Bauer Stucka ist Feuer. Anfänglich schien es, als ob sich die Flammen nicht sehr ausbreiten würden und das Feuer gelöscht wird; aber da schickte der erzürnte Gott einen starken Wirbelwind, infolge welchem sich die Flammen so sehr ausbreiteten, daß das ganze Dorf mit Kirche, Pfarr- und Schulgebäuden bis auf den Bauer und Richter Domaschke in Asche gelegt wurden.“

Die Kirche wird 1748 durch den Muskauer Standesherrn Johann Alexander Graf von Callenberg massiv in barocker Form neu erbaut. Die Schule erhält erst 1810 ein neues Gebäude und wird bis dahin in gemieteten Räumen untergebracht.
Als Folge der sächsischen Beteiligung auf französischer Seite an den Befreiungskriegen muss das Königreich Sachsen 1815 einen Großteil seines Landes an das Königreich Preußen abtreten. Darunter sind die erst seit 1635 zu Sachsen gehörende Niederlausitz sowie der nordöstliche Teil der Oberlausitz. Infolgedessen wird Nochten 1816 dem neu gegründeten Landkreis Rothenburg (Provinz Schlesien) unterstellt.
Neben der Landwirtschaft auf eher kargen Heideböden dienen die umliegenden Wälder als Rohstofflieferanten zur Deckung des Lebensunterhalts. In Nochten werden Köhlerei und Pechherstellung betrieben, auch Bauholz wird hergestellt. Die Holzkohle kommt unter anderem den nahe gelegenen Eisenhämmern, beispielsweise in Boxberg, zugute, während das Pech besonders zur Schmierung der Holzachsen der Wagen der Fuhrleute wichtig ist. Die jährliche Kienmesse in Radibor wird hauptsächlich von Händlern aus Nochten beliefert, die in so großer Zahl kommen, dass der Dorfplatz nicht alle aufnehmen kann. Durch die zunehmende Verdrängung der Holzachse durch eiserne Wagenachsen verliert die Wagenschmiere an Bedeutung, zudem wird durch die immer stärkere Industrialisierung Kien und Bauholz andernorts günstiger zur Verfügung gestellt, so dass 1889 nur noch ein Wagen aus Nochten zur Kienmesse fährt, die in diesem Jahr in Radibor zugleich die letzte ist.
Bis auf Boxberg wird im evangelischen Kirchspiel Nochten, das gegen Ende des 19. Jahrhunderts aus den Orten Altteich, Boxberg, Nochten, Sprey und Tzschelln besteht, noch bis zur Jahrhundertwende die Nochtener Tracht getragen. Ihre gesellschaftliche Stellung verliert sie jedoch schon in den letzten 15 Jahren des 19. Jahrhunderts zunehmend, was zeitlich mit dem Aufblühen Weißwassers zum großen Industriedorf zusammenfällt. Durch die Glasindustrie ergeben sich für die Nochtener Bauern Arbeitsplätze und auch ihre Waren werden sie auf den dortigen Märkten los.
Durch zunehmende Germanisierung und Orientierung am deutschen Bild werden auch die sorbischen Bräuche weniger, das Ostersingen beispielsweise findet 1902 zum letzten Mal statt. In der Kirche selbst hält sich das Sorbische noch deutlich länger, so wird in einem Visitationsbericht des Superintendenten Nay aus dem Jahr 1925 berichtet, dass der sorbische Gottesdienst deutlich besser besucht sei als der deutsche und insbesondere die Jugend sich nur am sorbischen beteilige. Bereits wenige Jahre später zeichnet er jedoch ein deutlich pessimistischeres Bild.
Im Februar 1928 wird der Amtsbezirk Nochten durch Herauslösung der Landgemeinden Boxberg, Nochten, Tzschelln und Sprey aus dem Amtsbezirk Reichwalde gegründet.

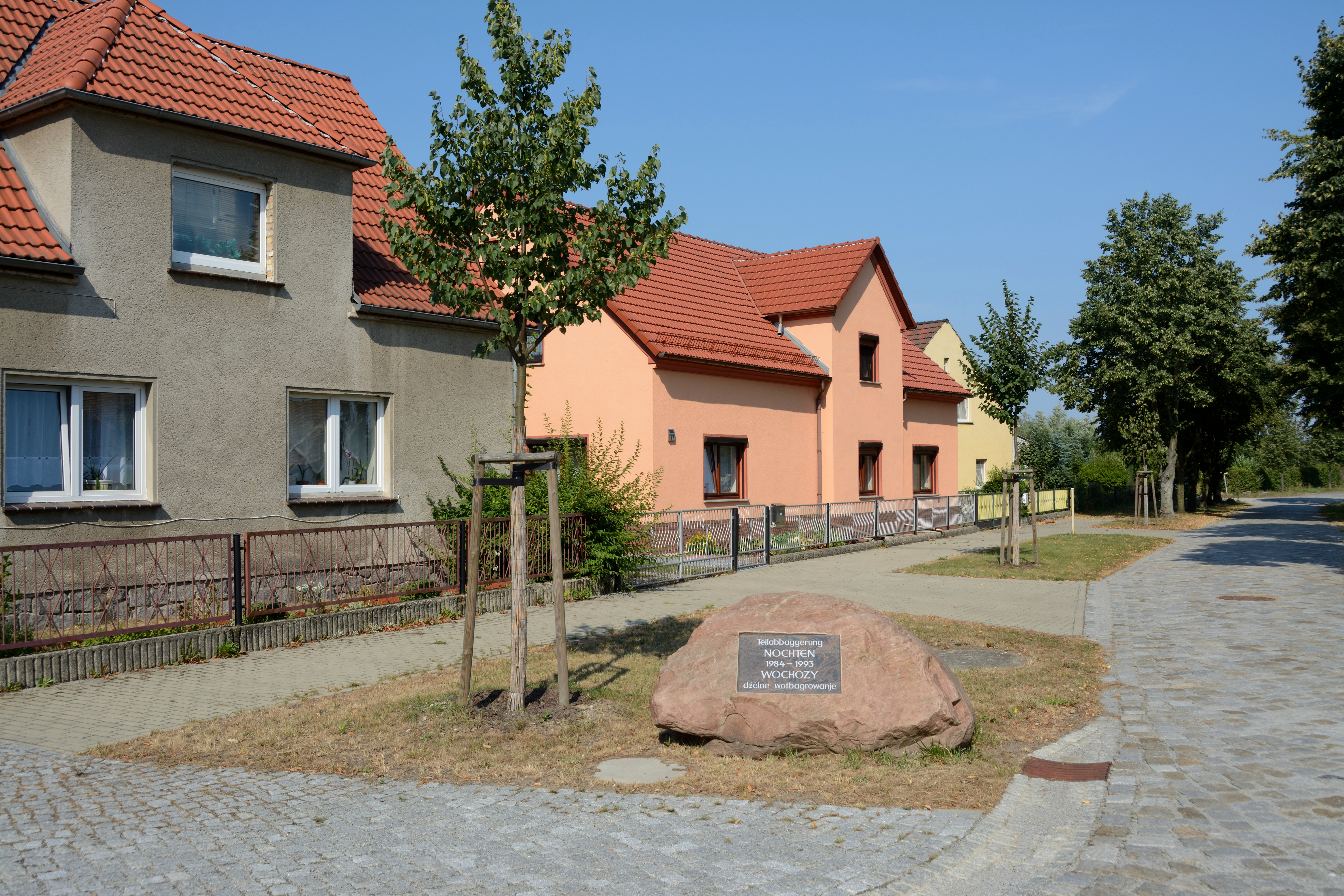
Gedenkstein zur Teilabbaggerung des Ortes

Nach dem Zweiten Weltkrieg lässt die Bedeutung des Ortes langsam nach. Der Bau des Kraftwerks Boxberg mit einer Arbeiterwohnsiedlung in Boxberg lässt Boxberg rasant wachsen, während ein Teil Nochtens durch den Tagebau Nochten ab 1983 umgesiedelt und von 1987 bis 1990 überbaggert wird. Die Gemeinde wird im Rahmen der sächsischen Gemeindegebietsreform am 1. März 1994 nach Boxberg eingegliedert.
Nach der Rekultivierung ausgekohlter Flächen entsteht nach der Jahrtausendwende der Lausitzer Findlingspark Nochten, der mehrfach über 100000 Besucher innerhalb eines Jahres verbuchen kann.

### Bevölkerungsentwicklung
| Jahr | Einwohner |
| ---- | --------- |
| 1782 | 184       |
| 1825 | 314       |
| 1863 | 449       |
| 1871 | 436       |
| 1885 | 404       |
| 1905 | 424       |
| 1919 | 444       |
| 1925 | 450       |
| 1939 | 518       |
| 1946 | 578       |
| 1950 | 574       |
| 1956 | 588       |
| 1964 | 545       |
| 1971 | 521       |
| 1988 | 277       |
| 1990 | 271       |
| 1991 | 260       |
| 1999 | 319       |
| 2007 | 280       |
| 2008 | 265       |
| 2020 | 235       |

Im Urbarium der Herrschaft Muskau aus dem Jahr 1552 werden für Nochten 2 Lehngüter, 13 Halbhufner, 6 Viertelhufner (insgesamt also 21 besessene Mann) genannt. Weiterhin führt das Urbarium 4 Gärtner und 10 Häusler auf. Insgesamt werden 35 Besitzer genannt.
Im Jahr 1630, noch in der ersten Hälfte des Dreißigjährigen Krieges, werden neben den 2 Lehngütern 16 Halbhufner genannt, durch das Fehlen der 6 Viertelhufner verringert sich die Zahl der besessenen Mann von 21 auf 18. Die Zahl der Gärtner hat sich auf 5, die der Häusler auf 24 erhöht, so dass Nochten insgesamt 47 Wirtschaften zählt. Zu dieser Zeit ist Nochten größer als die Muskauer Kirchdörfer Gablenz und Schleife, die in ihrer Bevölkerungsstruktur jedoch mehr Bauerngüter aufweisen. Bis 1647 fallen 2 Gärtner- und 7 Häuslerstellen wüst.
Im Jahr 1699 ist gegenüber 1647 die Gesamtzahl der Besitzer mit 38 unverändert, jedoch haben sich die Zahlen der Häusler und der Halbhufner jeweils um 2 verringert, dafür werden 4 Viertelhufner genannt. Ein Dreivierteljahrhundert später ist ein deutlicher Bevölkerungsrückgang zu verzeichnen. Knapp 40 Jahre nach dem großen Brand leben 1777 in Nochten 16 besessene Mann (4 weniger als im Jahr 1699), 4 Gärtner (1 mehr) und 10 Häusler (5 weniger). Insgesamt hat Nochten nur noch 30 Wirtschaften, eine weitere steht wüst.
Bereits 1782 werden wieder 18 besessene Mann, 3 Gärtner und 11 Häusler verzeichnet, die Zahl der Einwohner für diese 32 Wirtschaften wird mit 184 angegeben. Bis 1810 steigt die Zahl der Häusler um 3 auf 14.
Im 19. Jahrhundert wächst die Bevölkerung rasch, bis 1863 steigt die Einwohnerzahl auf 449. Danach ist ein Rückgang zu verzeichnen, der erst in der Zwischenkriegszeit mit 450 Einwohnern im Jahr 1925 wieder kompensiert ist. Im Vergleich zum 100 Jahre vorher ermittelten Wert ist die Bevölkerung um fast die Hälfte gewachsen.
Bis 1939 steigt die Einwohnerzahl auf über 500, nach dem Krieg ist ein weiteres Wachstum durch Aufnahme von Flüchtlingen und Vertriebenen aus den ehemals deutschen Ostgebieten zu verzeichnen, so dass 1956 fast 600 Einwohner gezählt werden. Bis 1971 ist ein moderater Rückgang der Einwohnerzahl auf 521 zu verzeichnen.
Durch den tagebaubedingten Teilortsabbruch sowie Wegzug in der Wendezeit
reduziert sich die Zahl der Einwohner bis 1991 auf 260, was eine Halbierung der Einwohnerzahl innerhalb von 30 Jahren bedeutet. Auffällig ist, dass nach amtlichen Angaben nur 130 Personen (37 Familien) umgesiedelt worden sind, für die restlichen 131 sind andere Gründe zu suchen.
Nachdem die Abbaukante des Tagebaus an Nochten vorbeigezogen ist, ist durch Zuzug ein erneutes Bevölkerungswachstum vorhanden, so dass Nochten bereits 1999 wieder 319 Einwohner hat. Doch bereits 2007 liegt der Wert mit 280 Einwohnern wieder nahe dem Niveau der Wendezeit. Bereits ein Jahr später leben in Nochten nur noch 265 Einwohner.
Ursprünglich war die Bevölkerung nahezu rein sorbisch. Im Jahr 1863 sind laut einer Statistik 413 der 449 Einwohner Sorben (92 %), Arnošt Muka zählt um 1880 unter den 392 Einwohnern gar nur 2 Deutsche, was einem sorbischen Bevölkerungsanteil von 99,5 % entspricht.
Auch wenn die sorbische Tracht bereits um die Jahrhundertwende abgelegt wird und die Verwendung der sorbischen Sprache während der Zeit des Nationalsozialismus verboten ist, bezeichnen sich 1956 noch 429 der 556 Einwohner (77,2 %) als sorbische Sprachkundige. Damit hält sich die Sprache hier deutlich besser als im benachbarten Industrieort Boxberg. Inzwischen ist die sorbische Sprache weitgehend aus dem Ortsalltag verschwunden.

### Ortsname
Der sorbische Name Wochozy, der um 1400 als Ochoze und 1416 als Wochoza belegt ist, leitet sich wahrscheinlich vom altsorbischen ochoza ab, was ein Waldgebiet bezeichnet, das zur Rodung und anschließenden Besiedlung vorgesehen ist. Weitere Namensformen sind 1767 Wochosy und 1843 schließlich Wochozy.
Die Deutung des deutschen Namens, der 1443 als Nocheten, 1461 als Nochten und 1597 als Nachten und Nochten nachweisbar ist, gestaltet sich schwieriger, da das -t- im Kontext untypisch ist. Möglicherweise entwickelte sich bei der Übernahme des Namens die Lautgruppe -ch-s- nicht zu -ks- (geschrieben -x-), sondern zu -ch-t-. Auch andere Deutungen, beispielsweise als Ableitung vom altsorbischen ochota „Bereitwilligkeit“ oder vom obersorbischen nahota „Blöße, Nacktheit“, kommen nicht ohne beträchtliche Schwierigkeiten bei der Lautbildung in Betracht.

## Persönlichkeiten
Der niedersorbische Sprachwissenschaftler und Mitbegründer der Domowina, Bogumił Šwjela (1873–1948), ist von 1908 bis 1913 als Vikar in Nochten tätig.